# Сонам Тензін
Сонам Тензін (англ. Sonam Tenzing, нар. 20 жовтня 1986) — бутанський футболіст, захисник клубу «Друк Пол».
Виступав також за клуб «Буддіст Блю Старс», а також національну збірну Бутану.

## Клубна кар'єра
У дорослому футболі дебютував 2004 року виступами за індійську третьолігову команду «Буддіст Блуе Старс», в якій провів дев'ять сезонів. 
2013 року повернувся на батьківщину, ставши гравцем клубу «Друк Пол».

## Виступи за збірну
2003 року дебютував в офіційних матчах у складі національної збірної Бутану.